# Ruth Cavendish-Bentinck

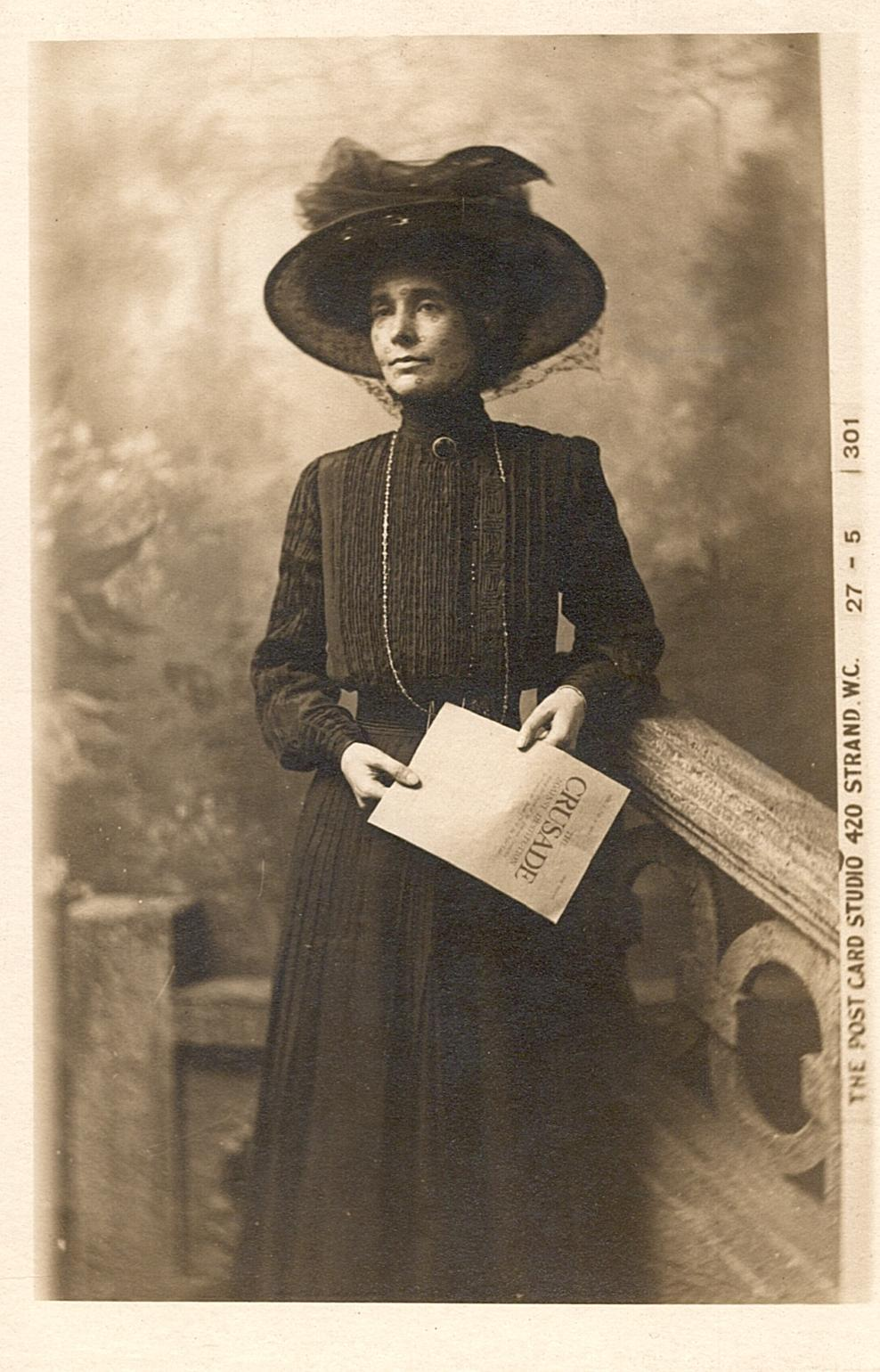
Ruth Cavendish-Bentinck, ca. 1912

Ruth Mary Cavendish-Bentinck, geborene St Maur (* 21. Oktober 1867 in Tanger, Marokko; † 28. Januar 1953 in London) war eine Marokko geborene britische Aristokratin, Suffragette und Sozialistin. Ihre Bibliothek war die Grundlage für die heutige Women’s Library.

## Leben
Bentinck wurde als uneheliche Tochter des Aristokraten Ferdinand St. Maur, Earl St. Maur, und des Hausmädchens Rosina Elizabeth Swan geboren. Ihr Vater war der Sohn und Erbe von Edward St. Maur, 12. Duke of Somerset, und seiner Frau Georgiana Sheridan.
Ihre Eltern brachten sie nach England, wo sie einen Bruder, Harold, bekam, aber der Vater starb 1869 und die Eltern heirateten nie. Sie und ihr Bruder wuchsen bei ihren Großeltern väterlicherseits auf, nachdem ihre Mutter erneut geheiratet hatte und ihr Stiefvater gestorben war. Ihre Illegitimität war in ihrer Kindheit ein Problem, das jedoch durch die Erziehung und Fürsorge, die ihre De-facto-Eltern ihr angedeihen ließen, ausgeglichen wurde. Sie überließen ihr auch ihren Nachnamen. Als ihre Großmutter 1884 starb, hinterließ sie ihr 80.000 Pfund, in heutigem Wert mehr als 10 Mio. Pfund.
Im Jahr 1909 trat sie der militanten Suffragetten-Organisation Women’s Social and Political Union (WSPU) bei. Cavendish-Bentinck nahm an Demonstrationen teil und trug Propaganda-Tafeln, wurde aber im Gegensatz zu vielen anderen Mitglieder nie verhaftet. Sie schrieb The Point Of Honour: A Correspondence On Aristocracy And Socialism im Jahr 1909 für die Fabian Society. Das dritte wichtige Ereignis im Jahr 1909 war die Gründung einer Bibliothek, aus der später die Women’s Library werden sollte.
1912 half sie Florence Gertrude de Fonblanque, den Marsch der „Braunen Frauen“ von Edinburgh nach London zu organisieren. Die „Braunen Frauen“ sammelten Unterschriften für eine Petition und erregten landesweit Aufmerksamkeit. Im folgenden Jahr beschlossen Cavendish-Bentinck und Fonblanque, das Qui Vive Corps zu gründen. Die Idee war, dass braun, grün und weiß uniformierte Freiwillige bei beliebigen Wahlrechtsveranstaltungen auftreten sollten. Das Qui Vive Corps beteiligte sich an Kampagnen unter den Bergarbeitern für die Labour Party in Derbyshire und Staffordshire.
Im Jahr 1913 engagierte sie sich in der Northern Men's Federation for Women's Suffrage, an deren Organisation sie beteiligt war. 1918 wurde ihre Bibliothek an die National Union of Women’s Suffrage Societies (NUWSS) übergeben, obwohl Cavendish-Bentinck sich weiterhin selbst stark dafür engagierte. Die Bibliothek gilt als ihr wichtigstes Vermächtnis. Die NUWSS übergab die Bibliothek 1931 an die heutige Women’s Library.
Im Jahr 1885 hatte sie den Aristokraten Frederick Cavendish-Bentinck (1856–1948). Zusammen waren Ruth und Frederick Cavendish-Bentinck die Eltern von vier überlebenden Kindern: Ferdinand (1888–1980), Lucy Joan (1889–1954), Victor (1897–1990) und Venetia Barbara (1902–1980).
Cavendish-Bentinck starb in ihrem Haus in der Marylebone Road in London. Sie wurde auf dem St James Churchyard in Kingston, Isle of Purbeck, Dorset, beerdigt.